# Кристина фон Баден-Дурлах
Кристина фон Баден-Дурлах (на немски: Christine von Baden-Durlach; * 22 април 1645; † 21 декември 1705) е принцеса от Баден-Дурлах и чрез женитби маркграфиня на Бранденбург-Ансбах (1665 – 22 октомври 1667) и херцогиня на Саксония-Гота-Алтенбург (14 август 1681 – 2 август 1691).

## Живот
Тя е най-възрастната дъщеря на маркграф Фридрих VI фон Баден-Дурлах (1617 – 1677) и съпругата му Кристина Магдалена (1616 – 1662), дъщеря на пфалцграф Йохан Казимир фон Пфалц-Цвайбрюкен-Клеебург.
Кристина се омъжва на 6 август 1665 г. в Дурлах за маркграф Албрехт фон Бранденбург-Ансбах (1620 – 1667) от род Хоенцолерн. Тя е третата му съпруга. Бракът е бездетен
Кристина се омъжва втори път през 1681 г. за херцог Фридрих I фон Саксония-Гота-Алтенбург (1646 – 1691) от рода на Ернестински Ветини. Тя е втората му съпруга. Бракът е бездетен.
Херцогиня Кристина е погребана в княжеската гробница на дворцовата църква в Алтенбург.